# Micropholis
Genre
Classification APG II (2003)
Micropholis est un genre de plantes à fleurs de la famille des Sapotaceae. Ce sont des arbres originaires d'Amérique du Sud et d'Amérique centrale.
Ce genre compte environ 78 espèces.

## Synonymes
- Crepinodendron Pierre
- Meioluma Baill.
- Paramicropholis Aubrév. & Pellegr.
- Platyluma Baill.
- Sprucella Pierre
- Stephanoluma Baill.

## Liste des espèces
| - Micropholis acutangula (Ducke) Eyma - Micropholis brochidodroma - Micropholis casiquiarensis - Micropholis caudata - Micropholis cayennensis - Micropholis compta - Micropholis crassipedicellata - Micropholis crotonoides (Pierre) Pierre in I.Urban - Micropholis cylindrocarpa - Micropholis egensis (A.DC.) Pierre in I.Urban - Micropholis emarginata - Micropholis garciniifolia – caimitillo verde - Micropholis gardneriana (A.DC.) Pierre - Micropholis gnaphaloclados - Micropholis grandiflora - Micropholis guyanensis (A.DC.) Pierre - Micropholis humboldtiana - Micropholis longipedicellata Aubrév. | - Micropholis macrophylla - Micropholis madeirensis - Micropholis maguirei - Micropholis melinoniana Pierre - Micropholis mensalis (Baehni) Aubrév. - Micropholis obscura T.D.Penn. - Micropholis polita - Micropholis porphyrocarpa (Baehni) Monach. - Micropholis resinifera - Micropholis retusa - Micropholis rugosa - Micropholis sanctae-rosae - Micropholis spectabilis - Micropholis splendens - Micropholis submarginalis - Micropholis suborbicularis - Micropholis trunciflora Ducke - Micropholis venamoensis - Micropholis venulosa (Mart. & Eichler ex Miq.) Pierre - Micropholis williamii |